# Tino Melzer

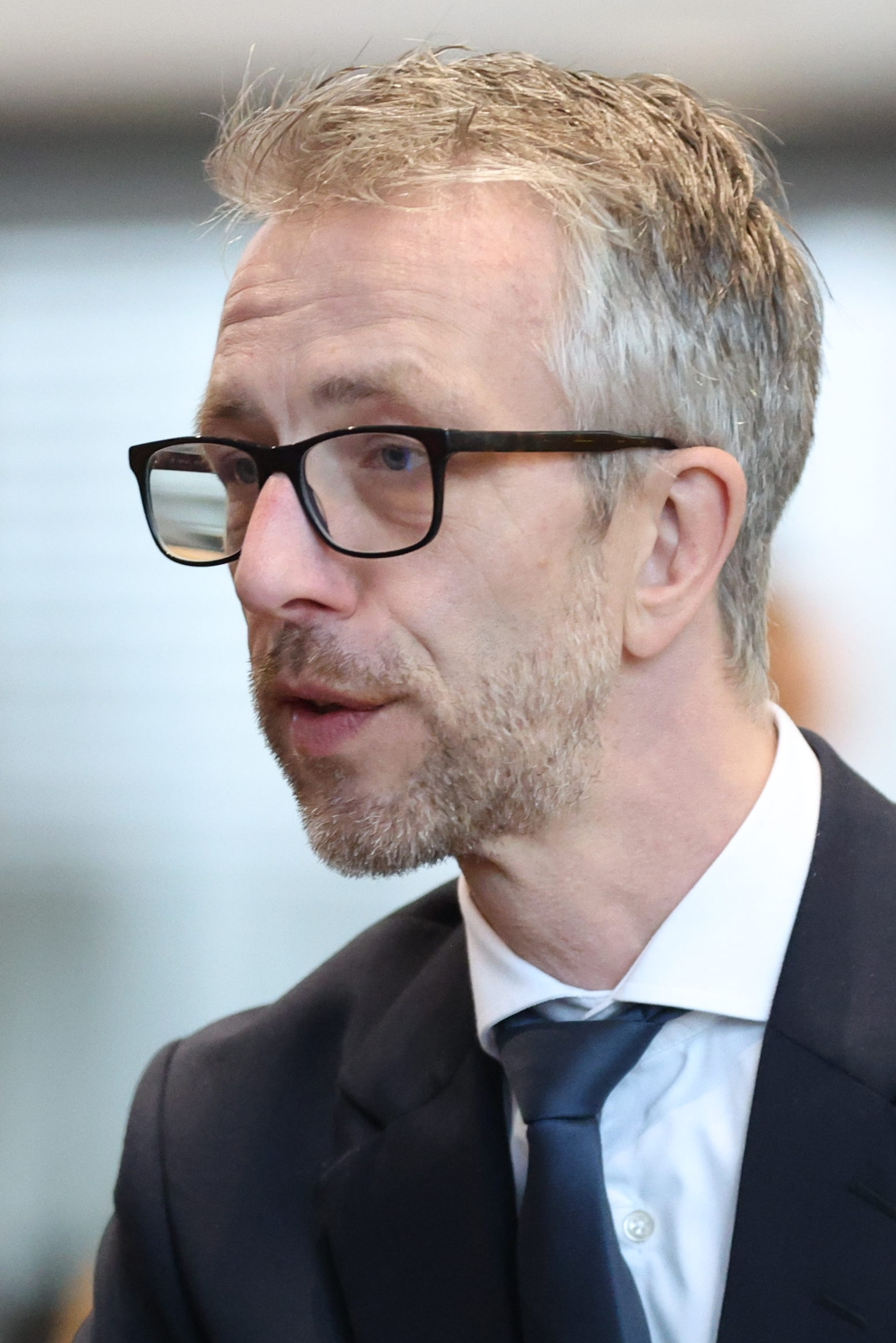
Tino Melzer (2024)

Tino Melzer (* 1982 in Rostock) ist ein deutscher Jurist. Seit März 2024 ist er der thüringische Landesdatenschutzbeauftragte.

## Leben
Melzer studierte Rechtswissenschaften an der Universität Rostock. Nach seinem Studium arbeitete er unter anderem als Justiziar bei der Intershop Communications AG in Jena und bei der Bayer AG in Berlin. Zuletzt war er im Thüringer Ministerium für Arbeit, Soziales, Gesundheit, Frauen und Familie tätig. Dort war er behördlicher Datenschützer und hat sich als Referent um Rechtsangelegenheiten des öffentlichen Gesundheitsdienstes, der Pharmazie und Grundsatzfragen des Gesundheitsdatenschutzes gekümmert. Auf Vorschlag der SPD und mit Unterstützung von CDU, Linken und Grünen wurde Melzer als Nachfolger von Lutz Hasse zum neuen Landesdatenschutzbeauftragten gewählt.